# ブイモン
ブイモンはバンダイのモンスター育成玩具『デジタルモンスター』シリーズに登場する架空の生命体・デジタルモンスターの一種。最も有名な個体はアニメ『デジモンアドベンチャー02』で本宮大輔のパートナーデジモンとして登場し、固有名を持たないためにブイモンと呼称された。

## 概要
D-3から登場。ブイドラモンを縮めたようなデザインで、額には名前の由来である「V」のマークがついている。

## 種族としてのブイモン
額のV字が特徴の小竜型デジモン。古代種の末裔であり、アーマー進化が可能。優秀な戦闘種族でもあり、必殺技は固い頭で頭突きを繰り出す「ブイモンヘッド」。

### 基本データ
- 世代/成長期
- タイプ/小竜型
- 属性/フリー
- 必殺技/ブイモンヘッド
- 通常技/ブンブンパンチ、ホッピングキック
- 勢力/ネイチャースピリッツ、ウィルスバスターズ

### 亜種・関連種・その他
ブイドラモン
ブイモンの進化形態エクスブイモンの派生形。
フレイドラモン
ブイモンが勇気のデジメンタルで進化したアーマー体。
ライドラモン
ブイモンが友情のデジメンタルで進化したアーマー体。
セトモン
ブイモンが愛情のデジメンタルで進化したアーマー体。
ハニービーモン
ブイモンが知識のデジメンタルで進化したアーマー体。
ヤシャモン
ブイモンが純真のデジメンタルで進化したアーマー体。
デプスモン
ブイモンが誠実のデジメンタルで進化したアーマー体。
サジタリモン
ブイモンが希望のデジメンタルで進化したアーマー体。
ガーゴモン
ブイモンが光のデジメンタルで進化したアーマー体。
マグナモン
ブイモンが奇跡のデジメンタルで進化したアーマー体。
カンガルモン
ブイモンが優しさのデジメンタルで進化したアーマー体。
ゴールドブイドラモン
ブイモンが運命のデジメンタルで進化したアーマー体。

## 登場人物としてのブイモン

### デジモンアドベンチャー02
主人公である本宮大輔のパートナーデジモン。声は野田順子。チョコレートが好物。通常進化、アーマー進化、ジョグレス進化と多彩な進化をし進化形態もアニメの主人公デジモンとしては一番多い。
序盤では通常進化が封じられていたため、勇気のデジメンタルと友情のデジメンタルを使ってアーマー体へと進化し、移動に用いられたり、デジモンカイザーに操られたデジモンたちと戦ったりした。後半でも通常進化が封じられていた時はアーマー体が活躍した。
勇気のデジメンタルで進化したフレイドラモンは炎と格闘能力を駆使し、友情のデジメンタルで進化したライドラモンは雷と俊敏さを武器にしたが、どちらとも飛行能力を持たなかった（フレイドラモンのジャンプ力で代用したシーンもある）ため、コンビで取り残される場面もあった。この2種のデジモンはデジメンタルの影響からか、それぞれウォーグレイモンとメタルガルルモンをどことなく彷彿させる容姿を持っている。
奇跡のデジメンタルで進化したマグナモンはデジモンカイザーとの最終決戦でキメラモンを倒し、劇場版で死を望んだケルビモンをラピッドモンと共に倒し、漫画とのクロスオーバーでパラレルモンにトドメをさすなど、重要な場面で登場しこの形態になってからは、数字の上では無敗である（ただしいずれもマグナモンの実力が相手を上回っていたかというと微妙な戦いではあるが）。
また、ドラマCD『未知へのアーマー進化』ではタケルが所持する希望のデジメンタルの力でサジタリモンへと進化した。
なお、フレイドラモンに進化する時は「燃え上がる勇気」、ライドラモンに進化する時は「轟く友情」、マグナモンに進化する時は「奇跡の輝き」、サジタリモンに進化する時は「地上最大の希望」のキメ台詞がある。
- チコモン⇔チビモン⇔ブイモン⇔エクスブイモン⇔（スティングモンとジョグレス進化）パイルドラモン⇔インペリアルドラモン⇔インペリアルドラモン：ファイターモード⇔インペリアルドラモン：パラディンモード
- ブイモン⇔フレイドラモン/ライドラモン/マグナモン/サジタリモン

#### 楽曲
- 絶対オーライ～デジメンタルアップ～
- Go Ahead!
- 2-TOP
- ターゲット～赤い衝撃～

### デジモンテイマーズ 冒険者たちの戦い
- 直接の登場は無いが、デジメンタルでアーマー進化した凶悪な個体が登場、主人公を襲うが、シーサモンに撃破された。

### デジモンフロンティア
- モブキャラとして登場した（第17話より）他、デジメンタルでアーマー進化した複数の個体が登場。

### DIGITAL MONSTER X-evolution
- 直接登場しないが、アーマー体のマグナモンが登場。

### デジモンリアライズ
- 期間限定イベント、激突戦「ダークマスターズ ～8月の冒険～」と「激突戦！マグナモン」に登場。声は『アドベンチャー02』での大輔のブイモンと同じく野田順子。